# Cerkiew Poczęcia św. Anny w Brodzicy
Cerkiew Poczęcia św. Anny – unicka, następnie prawosławna cerkiew w Brodzicy (dawnej Bohorodycy), wzniesiona w 1858 i zniszczona w 1938 podczas akcji polonizacyjno-rewindykacyjnej.

## Historia

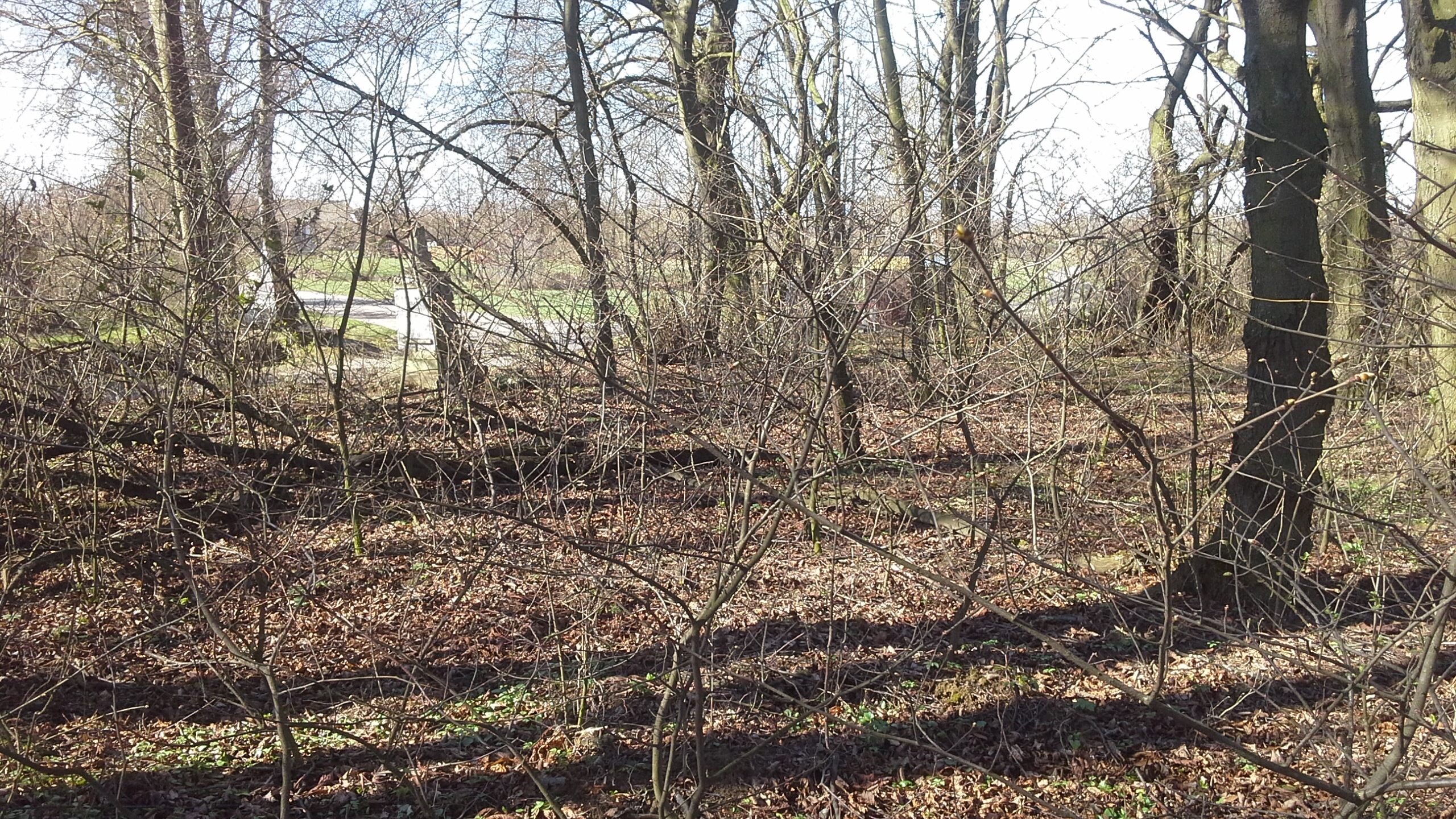
Cerkiew położona była na terenie cmentarza w Brodzicy

W 1815 mieszkańcy wsi należący do Kościoła unickiego zaczęli starać się o wzniesienie cerkwi na wiejskim cmentarzu. W roku następnym w miejscowości zbudowano kaplicę Niepokalanego Poczęcia Najświętszej Maryi Panny, drewnianą, krytą gontem, jednokopułową. W 1819 nadany jej został status filii jednej z hrubieszowskich cerkwi unickich. Budynek przetrwał do 1854, gdy zniszczył go pożar. W 1858 na miejscu zniszczonej świątyni wzniesiono nową, również drewnianą i jednokopułową, trójdzielną, z wolnostojącą dzwonnicą. Nadano jej nowe wezwanie Oczyszczenia Najświętszej Maryi Panny.
Po likwidacji unickiej diecezji chełmskiej cerkiew w Bohorodicy stała się świątynią prawosławną. Dziewięć lat później rozbudowano ją o przedsionek. W 1892 obiekt został gruntownie wyremontowany, a od ponownego poświęcenia nosił wezwanie Poczęcia św. Anny (poprzednie wezwanie cerkwi nie jest znane w tradycji prawosławnej). Od 1898 cerkiew posiadała status parafialnej. W 1915 r. 46 prawosławnych rodzin ze wsi udało się na bieżeństwo, a działalność parafii zamarła. Niemal wszyscy mieszkańcy wsi wrócili do Bohorodycy po 1918 i bezskutecznie ubiegali się o zgodę na restytuowanie parafii w niepodległej Polsce. Prawosławni stanowili w okresie międzywojennym większość mieszkańców miejscowości. W 1929 metropolita warszawski i całej Polski Dionizy prosił Ministerstwo Wyznań Religijnych i Oświecenia Publicznego o zgodę na otwarcie cerkwi w Bohorodycy jako filialnej. Świątynia nie została jednak przywrócona do stałego użytku liturgicznego. Ministerstwo nie zgodziło się również przekazać jej neounitom. Nabożeństwa prawosławne, za każdorazową zgodą władz, odbywały się w niej tylko okazjonalnie. Cerkiew zniszczono 6 lipca 1938 w ramach tzw. akcji polonizacyjno-rewindykacyjnej.